# Главы Новокузнецка
В данной статье приведён список глав города Новокузнецка (1932-1961 - Сталинска) XX—XXI веков.

## Председатели горисполкома
- Петраков Андрей Гаврилович - 1918 г.-?
- Черников - 1931—1932 гг.
- Романов - 03.1932 - 03.1933
- Алфеев - 06.1933 - 12.1934
- Лебедев Н. С. - 12.1934 - 10.1937
- Гончаренко, Константин Львович - 10.1937 - 1938
- Пинин Федор Федорович - 1938 - 01.1940
- Терентьев, Петр Георгиевич - 01.1940 - 08.1942
- Дробышевский, Василий Васильевич - 08.1942 - 10.1945
- Саратовских, Владимир Афанасьевич - 10.1945 - 05.1950
- Макаров, Дмитрий Васильевич - 05.1950 - 01.1952
- Тарасов, Владимир Кузьмич 01.1952 - 03.1957
- Отурин, Павел Иванович - 03.1957 - 12.1958
- Мальцев, Федор Николаевич - 12.1958 - 02.1961
- Фролов, Тихон Семенович - 03.1961 - 12.1962
- Габриель, Александр Федорович - 01.1963 - 08.1967
- Рожков, Алексей Петрович - 08.1967 - 10.1976
- Ситько, Владимир Николаевич - 10.1976 - 04.1983
- Лоскутов, Рудольф Сергеевич - 04.1983 - 09.1983
- Ефанов, Виктор Иванович - 09.1983 - 04.1990

## Первые секретари Новокузнецкого (до 1961 г. - Сталинского) горкома КПСС (ВКП(б)
- 1931, ноябрь – 1935, март Хитаров, Рафаэль Мовсесович
- 1935, март — 1936, февраль Трегубенко
- 1936, февраль — 1937 Булат, Гурген Осипович
- 1937, май — 1937, декабрь Курганов Александр Яковлевич
- 1938, февраль — 1939, Аксенов Алексей Иванович
- 1939, апрель Мурзов, Александр Иванович
- 1941, март — 1946, октябрь Москвин, Василий Арсентьевич
- 1946, октябрь — 1949, октябрь Лоскутов, Василий Григорьевич
- 1949, октябрь — 1950, март Романенко, Григорий Дмитриевич
- 1950, март — 1951 Саратовских, Владимир Афанасьевич
- 1952, январь — 1952, май Яковлев П. Н.
- 1952, май — 1954, июнь Карпов, Василий Иванович
- 1954, июнь — 1958, август Галенко, Александр Яковлевич
- 1958, август — 1960, май Шуплецов, Леонид Матвеевич
- 1960, апрель — 1966, январь Паренченко, Николай Сергеевич
- 1966, январь — 1974, октябрь Окушко, Борис Иванович
- 1974, октябрь — 1983, апрель Ермаков, Николай Спиридонович
- 1983, апрель — 1988, декабрь Ситько, Владимир Николаевич
- 1988, декабрь — 1990, май Ленский, Альберт Иванович
- 1990, май — 1991, июнь Логунов, Сергей Михайлович
- 1991, июнь — 1991, август Еловиков, Михаил Николаевич

## Главы администрации (с мая 1990)
- Блинов, Евгений Иванович - 05.1990 – 06.1995
- Мирошников, Геннадий Леонидович - 06.1995 (как врио, как мэр - с 02.1996) — 04.1997
- Мартин, Сергей Дмитриевич - 04.1997 - 04.2010
- Смолего, Валерий Георгиевич - 10.2010 - 05.2013
- Кузнецов, Сергей Николаевич - 05.2013 (как врио, как мэр - с 09.2013) - 06.08.2024
- Бедарев, Евгений Александрович врио - с 7 августа по 27 декабря 2024
- Ильин, Денис Павлович с 27 декабря 2024.